# Bioglio
Bioglio est une commune italienne de la province de Biella, dans la région Piémont.

## Administration
| Période                                  | Période | Identité      | Étiquette | Qualité |
| ---------------------------------------- | ------- | ------------- | --------- | ------- |
| 2004                                     |         | Gianni Fusaro |           |         |
| 2009                                     |         | Stefano Ceffa |           |         |
| Les données manquantes sont à compléter. |         |               |           |         |

### Hameaux
Banchette,Ceretto, Croce, Grupallo, Longo, Masere, Migliario, Monte, Mornengo, Riva, Sanguinetti, Triverio

### Communes limitrophes
Callabiana, Camandona, Mosso, Pettinengo, Piatto, Piedicavallo, Tavigliano, Ternengo, Vallanzengo, Valle Mosso, Valle San Nicolao, Veglio

## Personnalité liée à la commune
- Antonio Benedetto Carpano